# 青年公民
青年公民（英文：Young Civics）是附屬於香港公民黨的本地青年組織，目的是鼓勵15至40歲的青年人透過參與「青年公民」的活動積極關心社會事務，並與一眾青年人發聲。該組織還會研究青少年議題、製作網上電台節目、議員助理實習計劃和舉辦各大小活動等。

## 大型活動
1. 爭取港鐵全面提供學生優惠

## 宗旨
1. 讓青年認識公民黨理念。
2. 尊重青年，關心青年，讓青年發聲。
3. 提高青年的社會意識，關心世界事務。
4. 鼓勵青年創造自我，培育未來領袖。

## 歷任領導層
| 年度           | 主席             | 副主席                                               |
| -------------- | ---------------- | ---------------------------------------------------- |
| 2006年－2008年 | 余冠威           |                                                      |
| 2008年－2010年 | 陳淑莊           |                                                      |
| 2010年－2012年 | 曾建峰           |                                                      |
| 2012年－2014年 | 梁穎敏           | 李俊晞                                               |
| 2014年－2016年 | 鄭達鴻           | 李俊晞、許承恩                                       |
| 2016年－2018年 | 黃俊傑           | 許承恩、溫仲然                                       |
| 2018年－2020年 | 張鈞翹           | 許承恩、李俊晞                                       |
| 2020年－2022年 | 李俊晞 →（懸空） | 温仲然 →（懸空）、李嘉豪 →（懸空）、張鈞翹 →（懸空） |

## 外部連結
- 青年公民官方網站 （页面存档备份，存于）